# Kentaur (Erkel László)
Kentaur (eredeti neve: Erkel László) (Budapest, 1965. április 18. –) Jászai Mari-díjas magyar díszlet- és jelmeztervező, festő, zenész, énekes, érdemes művész.

## Élete
Erkel Tibor zenei rendező és Bognár Márta gyermekeként született.
Középiskolai évei alatt a Képző- és Iparművészeti Szakközépiskola tanulója volt. Főiskolai tanulmányait a Képzőművészeti Főiskola festő szakán végezte 1984 és 1988 között, ahol olyan tanárai voltak, mint például Gerzson Pál vagy Tölg-Molnár Zoltán.
Több évig a Fiatal Képzőművészek Stúdiójának vezetőségi tagja volt, egy évig elnöke is. 1982 és 1988 között a Satöbbi együttes alapító tagja volt. 1988-ban Kentaur néven Új világ című szólólemezt készített, melyet 1989-ben Rókás Lászlóval és Lengyel Péterrel színpadi produkció változatban is előadtak. 1988 és 1989 között Bartha Andreával megalapították a Pankrátor Balett Akciócsoportot, mellyel performance-okat és happeningeket hoznak létre. 1996-ban megjelent Valaki az eltűnt városból című nagylemeze, melynek videóklipjeit maga írta, rendezte, részben fényképezte és vágta is. 1982–től lemezborítókat, koncertplakátokat, majd könyvborítókat, színházi plakátokat tervezett. 1989–től a Vígszínház, a Budapesti Kamaraszínház, a József Attila Színház grafikai megjelenésének kialakítója, majd plakáttervezője. 1990 óta díszlettervező. 1996–tól a Friderikusz-produkciók látványtervezője volt.

## Magánélete
Felesége Póka Júlia ügyvéd. Gyermekeikː Lúcia, Darinka és Hanna. Feleségének szüleiː Póka Balázs operaénekes és Simon Edit producer.

## Színházi munkáiból

### Próza
- Büchner: Leonce és Léna
- Kleist: Heilbronni Katica
- Shaw: Szent Johanna
- Brecht: Baal
- Schiller: Ármány és szerelem
- William Shakespeare: Ahogy tetszik
- Csehov: Sirály
- Racine–Alföldi: Phaedra
- Presser-Kern: Szent István körút 14.
- Schiller: Haramiák
- William Shakespeare: A velencei kalmár
- Elton: Popcorn
- William Shakespeare: Vihar
- William Shakespeare: Sok hűhó semmiért
- William Shakespeare: Rómeó és Júlia
- Tennessee Williams: Az ifjúság édes madara
- Esterházy Péter: Egy nő
- Schiller: Az orelansi szűz
- Neil Simon: Furcsa pár
- William Shakespeare: Tévedések vígjátéka
- Beaumarchais: Figaro házassága
- William Shakespeare: Hamlet
- William Shakespeare: Szentivánéji álom
- William Shakespeare: A makrancos hölgy
- William Shakespeare: Macbeth

### Musical
- Bernstein: West Side Story
- Loewe: My Fair Lady
- Várkonyi: Rockodusseia
- Dés: Valahol Európában
- Labiche: Van aki forrón szereti
- Labiche: Olasz szalmakalap
- Boubil-Schönberg: Miss Saigon
- Lionel Bart: Oliver!
- Kalmár: Deja Vu Revue

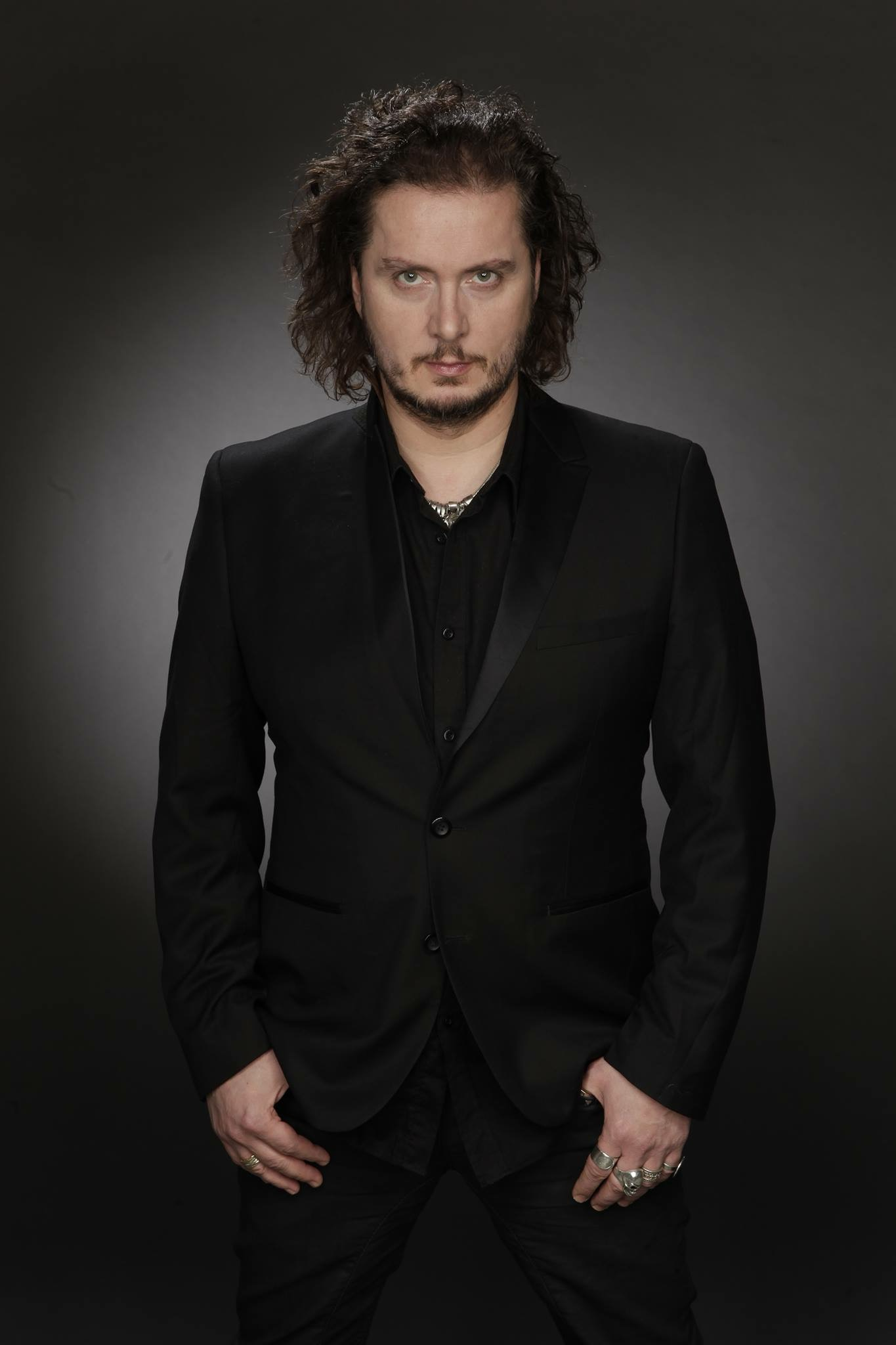
2016-ban (Sárközy Marianna felvétele)

- Fényes: A kutya, akit Bozzi úrnak hívtak
- A. L. Webber: Az Operaház Fantomja
- Webber-Elton-Bródy: Volt egyszer egy csapat
- Mel Brooks – Thomas Meehan: Producerek
- Kunze-Steinman-Polanski: Vámpírok bálja
- Rice-Ulvaeus-Anderson: Sakk
- Queen-Ben Eltonː We will rock you

### Opera
- Verdi: Aida
- Verdi: Traviata
- Berlioz: Faust elkárhozása
- Gounod: Faust
- Puccini: Pillangókisasszony
- Puccini: Gianni Schicchi
- Puccini: Turandot
- Bulgakov-Gyöngyösi Levente: A Mester és Margarita

### Balett
- Mocca Kortárs balett

## Lemezei
- Új világ (1989)
- Valaki az eltűnt városból (1996)
- Urban Stigma (2005)

## Díjai, elismerései
- Derkovits Gyula képzőművészeti ösztöndíj (1989)
- Musée 2000 – Belgium (Luxemburg): 1 Díj (1991)
- Wien-Budapest Cityfestival – Ausztria: 1 Díj (1991)
- Stúdió-díj (1991, 1994)
- Szobor-Kisplasztika-Installáció Kiállítás – Dunaújváros: Stúdió Díj (1992)
- Derkovits–ösztöndíj (1993)
- A színikritikusok díja (1994)
- A szlovák színikritikusok díja (1996)
- Dömötör-díj (2000,[4] 2003,[5] 2012,[6] 2013[7])
- Gundel művészeti díj (2004)
- Jászai Mari-díj (2007)
- Amfiteátrum díj (2011)
- Érdemes művész (2013)
- Hevesi Sándor-díj (2014)[8]